# Rivadavia-Klasse
Die Rivadavia-Klasse war eine Klasse von zwei Schlachtschiffen der argentinischen Marine, die vor dem und zu Beginn des Ersten Weltkriegs gebaut wurden und bis in die 1950er Jahre in Dienst standen.

## Entwicklungsgeschichte

### Planung
Zu Beginn des 20. Jahrhunderts entwickelte sich zwischen den drei südamerikanischen Staaten Argentinien, Brasilien und Chile ein Wettrüsten, das auch im Bereich der Seestreitkräfte ausgetragen wurde. Hierbei stieg Brasilien mit der 1906 in Großbritannien in Auftrag gegebenen Minas-Gerais-Klasse in den Bau von Großkampfschiffen ein. Als Erwiderung auf diese Schiffe wurde in Argentinien mit einem Gesetz von 1908 beschlossen, zwei bis drei Schlachtschiffe zu bauen. Ziel war es, Schiffe zu erhalten, die den brasilianischen überlegen sind. Somit wurden bei 15 ausländischen Werften – Argentinien verfügte über keine Schiffbauindustrie, die in der Lage war, so große Einheiten zu bauen – Pläne hierfür erstellt. Die Details der einzelnen Pläne wurden auch den anderen beteiligten Werften bekannt gegeben, was für Unmut sorgte. Hierdurch ist zu erklären, dass die Schiffe letztlich Elemente des US-amerikanischen Schlachtschiffbaus, namentlich die Geschütztürme in überfeuernder Endaufstellung und den vorderen Gittermast, des britischen in Form der Flügeltürme und des kontinentaleuropäischen, insbesondere deutschen, in Form der starken Mittelartillerie erhielten.

### Bau
Nach der Bewilligung 1908 wurden die beiden Schiffe 1910 bei den Werften Fore River, Quincy, und New York Shipbuilding in den USA Kiel gelegt. Die Entscheidung, die Schiffe in den USA bauen zu lassen, sorgte in Großbritannien für Unmut. 1911 liefen sie vom Stapel und wurden 1914 und 1915 in Dienst gestellt. Die Bauzeit betrug jeweils etwa 4,5 Jahre. Ein geplantes drittes Schiff wurde zwar im Gesetz von 1908 bei Bedarf ermöglicht und 1912 beschlossen, aber nicht in Auftrag gegeben. Benannt wurden die Schiffe nach den argentinischen Politikern Bernardo Rivadavia, dem ersten Präsidenten Argentiniens, und Mariano Moreno, dem ersten Kriegsminister des unabhängigen Landes.

## Einheiten
| Name      | Bauwerft                      | Kiellegung   | Stapellauf         | Indienststellung | Verbleib |
| --------- | ----------------------------- | ------------ | ------------------ | ---------------- | --- |
| Rivadavia | Fore River Shipyard, Quincy   | 25. Mai 1910 | 28. Juni 1911      | Dezember 1914    | Modernisierung 1924/1925 in den USA, Streichung aus Flottenliste 1956, am 8. Februar 1957 zum Abbruch verkauft |
| Moreno    | New York Shipbuilding, Camden | 9. Juli 1910 | 23. September 1911 | März 1915        | Modernisierung 1924/1925 in den USA, Streichung aus Flottenliste 1957, am 8. Februar 1957 zum Abbruch verkauft |

## Technische Beschreibung

### Abmessungen und Rumpfform
Die Schiffe der Rivadavia-Klasse waren über alles 178,3 m lang, 29,5 m breit und hatten einen Tiefgang von 8,5 m. Der Schlankheitsgrad betrug ca. 6:1. Sie verdrängten konstruktionsmäßig 28.448 t (28.000 ts (1 ts=1016 kg)), maximal 30.480 t (30.000 ts). Nach einem Umbau 1924 bis 1925 in den USA wurde bei Moreno die in den Washingtoner Flottenverträgen 1922 neu festgesetzte Standardverdrängung mit 28.164 t (27.720 ts) und die Maximalverdrängung mit 31.496 t (31.000 ts) bestimmt.
Die Rumpfform war die eines Backdeckers, wobei die Back – der erhöhte Bereich am Bug – bis zum vorletzten Geschützturm nach hinten gezogen war. Aus diesem erhöhten Bereich waren seitlich Geschützpforten für die Kasematten der Mittelartillerie ausgeschnitten, um die Bestreichungswinkel zu vergrößern, womit ein schmales seitliches Deck bis fast zum Bug entstand. Der Vorsteven war unter der Wasserlinie nach vorne ausgestülpt, wodurch ein, wenn auch wenig ausgeprägter, Rammsporn entstand.

### Antriebsanlage
Die Antriebsanlage bestand aus drei Turbinen, die auf je eine Welle wirkten. Den Dampf erzeugten 16 Kessel, die sowohl mit Kohle als auch mit Öl betrieben werden konnten. Die Kessel waren in zwei Gruppen, eine zwischen dem zweiten und dem dritten Geschützturm, die zweite zwischen dem vierten und dem fünften, aufgestellt. Die Turbinen befanden sich dazwischen. Bei den Umbauten 1924/1925 wurden sie auf reine Ölfeuerung umgestellt. Diese Antriebsanlage leistete bis zu 39.750 WPS, womit maximal 22,5 kn (41,7 km/h) erreicht wurden. Die vorgesehenen 23 kn (42,6 km/h) wurden nicht ganz erreicht, auch wenn die geplante Antriebsleistung überschritten wurde.
Die Brennstoffvorräte beliefen sich auf 1.626 t (1.600 ts) Kohle und 671 t (660 ts) Öl. Maximal konnten 4.064 t (4000 ts) Kohle mitgeführt werden. Hiermit konnte eine Fahrstrecke von 20.067 km (11.000 sm) zurückgelegt werden. Über den Treibstoffvorrat nach dem Umbau ist nichts bekannt.
Der Rauchabzug erfolgte über zwei Schornsteine, von denen sich je einer über jeder Kesselgruppe befand.
Die Steuerung erfolgte über ein Ruder.

### Bewaffnung

#### Hauptbewaffnung
Die Schwere Artillerie bestand aus 12 30,5-cm-SK L/50 Mk. VII. SK gibt an, dass es sich um Schnellfeuergeschütze handelt, die Angabe L/50, dass das Rohr 50 Kaliberlängen, also etwa 30,5 cm * 50 = 15,25 m lang ist. Die Geschütze wurden aus den USA bezogen. Dieses 1910 konstruierte Geschütz konnte 394 kg schwere Geschosse verschießen. Installiert wurden die Geschütze in sechs Zwillingstürmen. Je zwei von diesen waren an Bug und Heck in überfeuernder Endaufstellung, d. h., dass der innere Turm höher installiert war, sodass er über den äußeren feuern konnte, aufgestellt. Die übrigen Türme waren mittschiffs als Flügeltürme aufgestellt, wobei der vordere an Steuerbord (rechts) und der hintere an Backbord (links) war, womit jedem dieser Türme ermöglicht war, in einem begrenzten Winkel auf die andere Seite überzufeuern. Somit konnten für Breitseiten alle zwölf Geschütze und für Beschuss über Bug und Heck vier eingesetzt werden.

#### Mittelartillerie
Die Mittelartillerie bestand aus zwölf 15,2-cm-SK L/50. Die Geschütze wurden ebenfalls aus den USA bezogen und wurden 1910 konstruiert. Sie konnten 47,6 kg schwere Granaten verschießen. Postiert waren sie beidseits in Kasematten, die sich in etwa den vorderen 2/3 der Schiffe befanden.

#### Torpedoboot- und Flugabwehrartillierie
Zur Abwehr von Torpedobooten standen sechzehn 10,2-cm-SK L/50, die 1910 konstruiert wurden, zur Verfügung. Die Geschütze konnten 15 kg schwere Granaten verschießen. Sie waren ohne Panzerschutz an Deck sowie den zwei überfeuernden und den zwei Flügeltürmen zu zweien postiert. Letztere wurden bald entfernt, wodurch nur noch acht Geschütze vorhanden waren.
Zur Flugabwehr wurden bei dem Umbau 1924/1925 vier 7,6-cm-SK aufgestellt, die aus den USA bezogen wurden. Etwa 1940 wurden zudem vier 4-cm-Geschütze eingebaut.

#### Torpedobewaffnung
Die Schiffe verfügten über 2 Torpedorohre für 53,3-cm-Torpedos, von denen sich je eines unter Wasser auf den Breitseiten befand.

### Panzerschutz und Schutzsysteme
Der Panzerschutz war aus drei Gruppen aufgebaut.
Erstens schützte ein Seitenpanzer, der vorne und achtern mit Panzerquerschotten abgeschlossen war, und einem im Bereich zwischen dem vordersten und hintersten Geschützturm, dem Bereich, in dem sich die Kessel- und Turbinenräume sowie die Munitionskammern der Schweren Artillerie befanden, der lebensnotwendigen sog. Vitalia, deren Ausfall den Verlust des Schiffes bewirken konnte, darauf aufgesetzten Zitadellpanzer, der den schweren Seitenpanzer nach oben fortführte, die Schiffe vor flach einschlagenden, auf kurze und mittlere Entfernung abgeschossene, Granaten.
Zweitens verhinderten zwei Panzerdecks, von denen das obere unterhalb der Kasematten der Mittelartillerie und das untere oberhalb der Vitalia verlief, wobei es vor und hinter diesem Bereich tiefer, vermutlich unter dem Wasserspiegel lag, Treffer tief im Schiffsrumpf durch steil einfallende, auf große Entfernung abgeschossene Granaten. Im Bereich des schweren Seitenpanzers verbanden Böschungen das untere Panzerdeck mit der Unterkante des Seitenpanzers, indem sie schräg nach unten verliefen. Folglich mussten in diesem Bereich Granaten, die auf kürzere und mittlere Entfernung abgeschossen wurden, sowohl den Seitenpanzer als auch die Böschung des Panzerdecks durchschlagen. Das obere Panzerdeck setzte auf der Oberkante des Seitenpanzers auf.
Drittens waren besondere Bereiche gesondert gepanzert. Dies waren die Geschütztürme mit den Barbetten, den zylindrischen Strukturen, die sie mit den Munitionskammern verbinden, die die Türme trugen und durch die der Munitionstransport zu den Türmen erfolgte, und der vordere und hintere Kommandostand mit den Schächten, die sie mit dem unteren Panzerdeck verbanden.
Zudem war im Bereich der Munitionskammern der Schweren Artillerie ein Panzerlängsschott, eine parallel zur Außenhülle verlaufende gepanzerte Wand, die in etwa vom Schiffsboden bis zum unteren Panzerdeck verlief, eingebaut. Die Panzerlängsschotte sollten verhindern, dass durch die Detonationsgase eines Torpedotreffers die Munition zur Explosion gebracht wird.
Schließlich verfügten die Schiffe über einen Bodenpanzer gegen Minentreffer auf dem inneren Boden, dessen Ausdehnung jedoch nicht bekannt ist. Der Schiffsboden selbst war als Doppelboden ausgeführt.
Insgesamt betrug das Panzergewicht 7722 t (7600 ts), etwa 27 % des Konstruktionsgewichts. Hiervon entfielen 691 t (680 ts) auf den Unterwasserschutz.
Die einzelnen Panzerstärken betrugen:
- Seitenpanzer
  - am Heck: 102 mm
  - im Bereich der Vitalia: 203 bis 279 mm, an der Unterkante verjüngt auf 127 mm
  - am Bug: 203 bis 127 mm
  - Panzerquerschotten: unbekannt
  - Zitadellpanzer: 152 mm
- Horizontalpanzer
  - oberes Panzerdeck: 38 mm
  - unteres Panzerdeck: 76 mm
  - Böschungen: 76 mm
- Türme der Schweren Artillerie
- Vorderseite: 305 mm
- Seiten: 229 mm
- Decke: 76 mm
- Barbetten: 305 mm
- Kasematten der Mittelartillerie: 152 mm (vermutlich Teil des Zitadellpanzers)
- vorderer Kommandoturm: 305 mm
- Schacht des vorderen Kommandoturms: unbekannt
- hinterer Kommandoturm: 229 mm
- Schacht des hinteren Kommandoturms: unbekannt
- Panzerlängsschott: 76 mm
- Bodenpanzer: 19 mm

### Besatzung
Die Besatzung bestand aus 1050 Mannschaften und Offizieren. Nach dem Umbau erhöhte sich die Anzahl bei der Moreno auf 1215.

## Vergleich mit anderen zeitgenössischen Schlachtschiffsklassen und Bewertung
Ein Vergleich mit anderen um 1910 Kiel gelegten Schlachtschiffsklassen, der britischen Orion-, der deutschen Kaiser-, der US-amerikanischen Wyoming-, der japanischen Kawachi-, der italienischen Conte-di-Cavour-, der russischen Gangut- und der französischen Courbet- sowie der etwas älteren brasilianischen Minas-Gerais-Klasse macht einige Eigenschaften deutlich.
Erstens waren die Schiffe der Rivadavia-Klasse sehr groß. Sie hatten die zweitgrößte Länge und die größte Verdrängung aller verglichenen Schiffe.
Zudem war die Hauptbewaffnung sowohl hinsichtlich Kaliber als auch Anzahl durchschnittlich, wobei alle Geschütze für Breitseitfeuer eingesetzt werden konnten, was bei der Courbet- und der Kawachi-Klasse nicht möglich war.
Auch war die Mittelartillerie mit 12 15,2-cm-Geschützen stark, nur mit der Kaiser-, der Kawachi- und der Courbet-Klasse zu vergleichen.
Allzumal war die Geschwindigkeit mit 22,5 kn (41,7 km/h) hoch, die Panzerung mit einem Seitenpanzer von maximal 279 mm aber eher schwach, weshalb es sich um einen Mischtyp aus Schlachtschiff und Schlachtkreuzer handelte, ähnlich der Gangut-Klasse, da sie sowohl über ausreichende defensive Eigenschaften als auch eine erhöhte Geschwindigkeit verfügte.
Auch war die Fahrstrecke mit 20.067 km (11.000 sm) sehr groß.
Ebenfalls ist erstaunlich, dass die Schiffe über einen gepanzerten Boden gegen Minen verfügten, auch wenn der Unterwasserschutz trotzdem nicht sehr stark war, da ein Schutz der Kessel- und Turbinenräume vor Torpedotreffer durch ein Panzerlängsschott (Torpedoschott) fehlte.
Somit stellt sich die Rivadavia-Klasse als eine Klasse von Schlachtschiffen dar, die die Erwartung, die brasilianischen Schlachtschiffe zu übertreffen, erfüllte. Hinsichtlich der Standkraft war sie dennoch schwächer als europäische, US-amerikanische oder japanische Schlachtschiffe. Sie provozierten ihrerseits die Inbaugabe der brasilianischen Rio de Janeiro.